# Brady Canfield
Pour les articles homonymes, voir Canfield.
Brady Canfield, né le 26 avril 1963, est un ancien skeletoneur américain.

## Palmarès

### Championnats monde
- : médaillé de bronze aux championnats du monde de 2003.